# Naxos (ort)
Naxos är en ort i Grekland.   Den ligger i prefekturen Kykladerna och regionen Sydegeiska öarna, i den sydöstra delen av landet, 180 km sydost om huvudstaden Aten. Naxos ligger 32 meter över havet och antalet invånare är 7 574. Den ligger på ön Naxos.
Terrängen runt Naxos är kuperad åt sydost, men västerut är den platt. Havet är nära Naxos åt nordväst. Runt Naxos är det ganska tätbefolkat, med 86 invånare per kvadratkilometer. Naxos är det största samhället i trakten. Trakten runt Naxos består till största delen av jordbruksmark.